# Gymnosporia curtisii
Gymnosporia curtisii är en benvedsväxtart som beskrevs av King. Gymnosporia curtisii ingår i släktet Gymnosporia och familjen Celastraceae. Inga underarter finns listade.